# إبراهيم أبو العافية
إبراهيم بن صموئيل أبو العافية (بالعبرية: אברהם בן שמואל אבולעפיה)، (بالإنجليزية: Abraham ben Samuel Abulafia) هو مؤسس مدرسة "القبالة النبويَّة"، ولد في سرقسطة، إسبانيا، في 1240 للميلاد، توفي في 1291 في كومونو، في مالطا. وقد عُرف لدى اليهود بأنه يعتبر نفسه نبياً، وأنه الماشيح، واُتهم بأنه قد جنّ بنشوة القبالاه.

## سيرته

### النشأة والسفر
في وقت مبكر جدًا من حياته، اصطحبه والديه إلى توديلا، نافار، حيث علمه والده المسن، صموئيل أبو العافية، الكتاب المقدس العبري والتلمود. في عام 1258، عندما كان أبو العافية في الثامنة عشرة من عمره، توفي والده، وبدأ أبو العافية حياة من التجوال المستمر بعد ذلك بوقت قصير. كانت رحلته الأولى عام 1260 إلى أرض الميعاد، حيث كان ينوي بدء البحث عن سامباتيون الأسطوري والقبائل العشر المفقودة. لكنه لم يذهب أبعد من عكا، بسبب الخراب والفوضى في الأراضي المقدسة الناجمة عن الفوضى التي أعقبت الحملة الصليبية الأخيرة. وأجبرته المعركة في ذلك العام بين الإمبراطورية المغولية وسلطنة المماليك على العودة إلى أوروبا عبر اليونان. كان قد عقد العزم على الذهاب إلى روما لكنه توقف في قبوة، حيث كرس نفسه في أوائل ستينيات القرن الثاني عشر بحماس شديد لدراسة الفلسفة وكتاب دلالة الحائرين موسى بن ميمون تحت وصاية فيلسوف وطبيب يُدعى هلال - على الأرجح - هلال بن صموئيل الشهير من فيرونا.
على الرغم من أنه كان دائما يقدر جدًا موسى بن ميمون، وغالبا ما كان يستخدم جمل من كتاباته، إلا أنه كان غير راض عن فلسفته كما هو الحال مع أي فرع آخر من المعرفة التي اكتسبها. كان فصيحا للغاية وقادرا وحريصا على تعليم الآخرين. كتب بجد عن الموضوعات القبالية والفلسفية والنحوية، ونجح في إحاطة نفسه بالعديد من التلاميذ الذين نقل إليهم الكثير من تعاليمه.

## روابط خارجية
- إبراهيم أبو العافية على موقع الموسوعة البريطانية (الإنجليزية)

- JewishEncyclopedia.com article
- Portrait of Abulafia (PDF file)
- "Circles" - from Life of the World to Come